# Protestantse Kerk (Egmond-Binnen)
Protestantse Kerk is een kerkgebouw aan de Kloosterweg 2 in het Noord-Hollandse Egmond-Binnen. Het kleine kerkje met voorstaande toren is gebouwd in 1836 op het terrein van de Buurkerk, een van de twee kerken die als ruïne nog overeind stonden na de verwoesting van de Sint-Adelbertabdij in 1573. Hier en daar is muurwerk gebruikt van deze oude abdijkerk. De huidige kerk, die ook wel Buurkerk genoemd wordt, is voor de Nederlands Hervormde eredienst ontworpen door Hermanus Hendrik Dansdorp, opzichter van Rijkswaterstaat.
De naastgelegen St. Adelbertabdij kocht op 18 september 2020 het kerkje met omringende gronden en kwam daarmee weer in het volledige bezit van de oude gronden en archeologische sporen die ze sinds 1573 verloren was.
In de kerk bevindt zich een kabinetorgel van J.P. Hilgers uit 1762, afkomstig van de Slotkapel in Egmond aan den Hoef. In de klokkenstoel hangt een klok van François Hemony uit 1661.
In 1914-15 werd de kerk tot op een meter boven het maaiveld afgebroken en weer opgebouwd. De kerk werd in 1933 gerestaureerd en staat sinds 1968 staat het kerkgebouw als rijksmonument ingeschreven in het monumentenregister, inclusief kerkterrein en grafmonument.

## Grafmonument
Op het noordelijk deel van het kerkterrein bevindt zich een grafmonument omsloten door een smeedijzeren hekwerk. In het graf bevinden zich de stoffelijke resten van predikant en wetenschapper Cornelis Joan Hellingwerff (1796-1857) en diens vader (dominee Wouter Roelof Hellingwerff, 1750-1806) en moeder (Catharina van Foreest, 1763-1837).

## Foto's

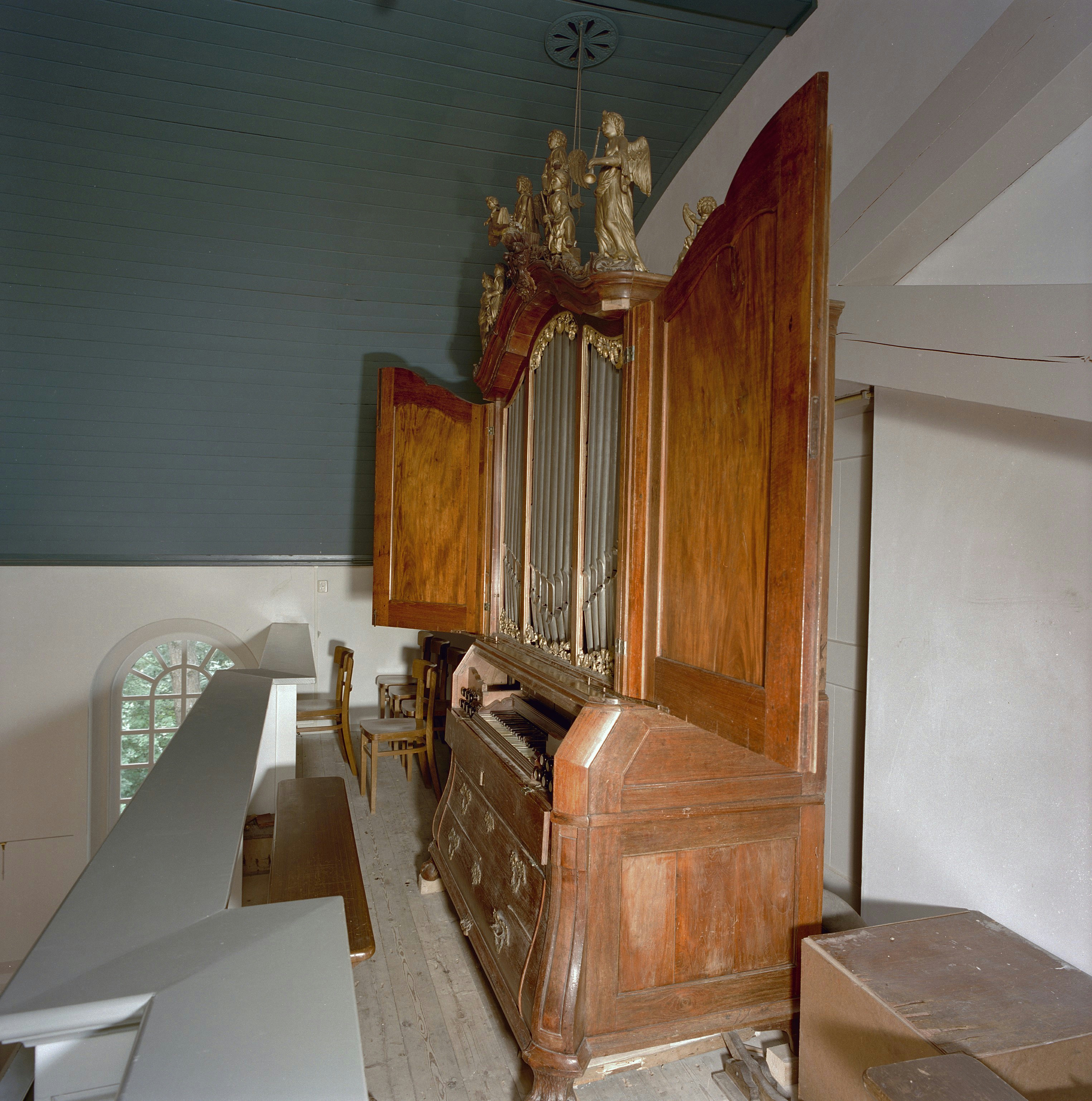
Kabinetorgel uit 1772
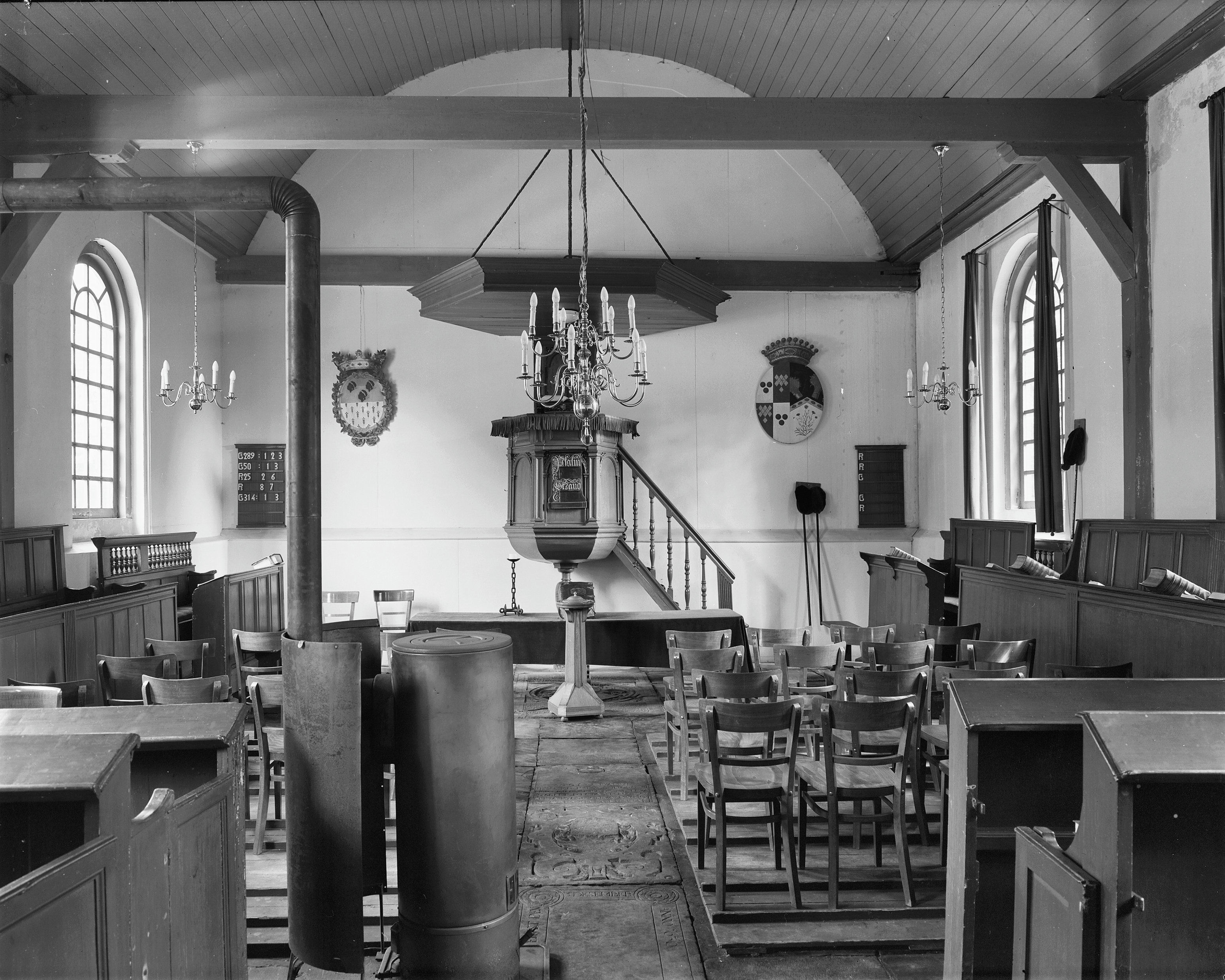
Interieur met preekstoel uit vroeg 18e eeuw
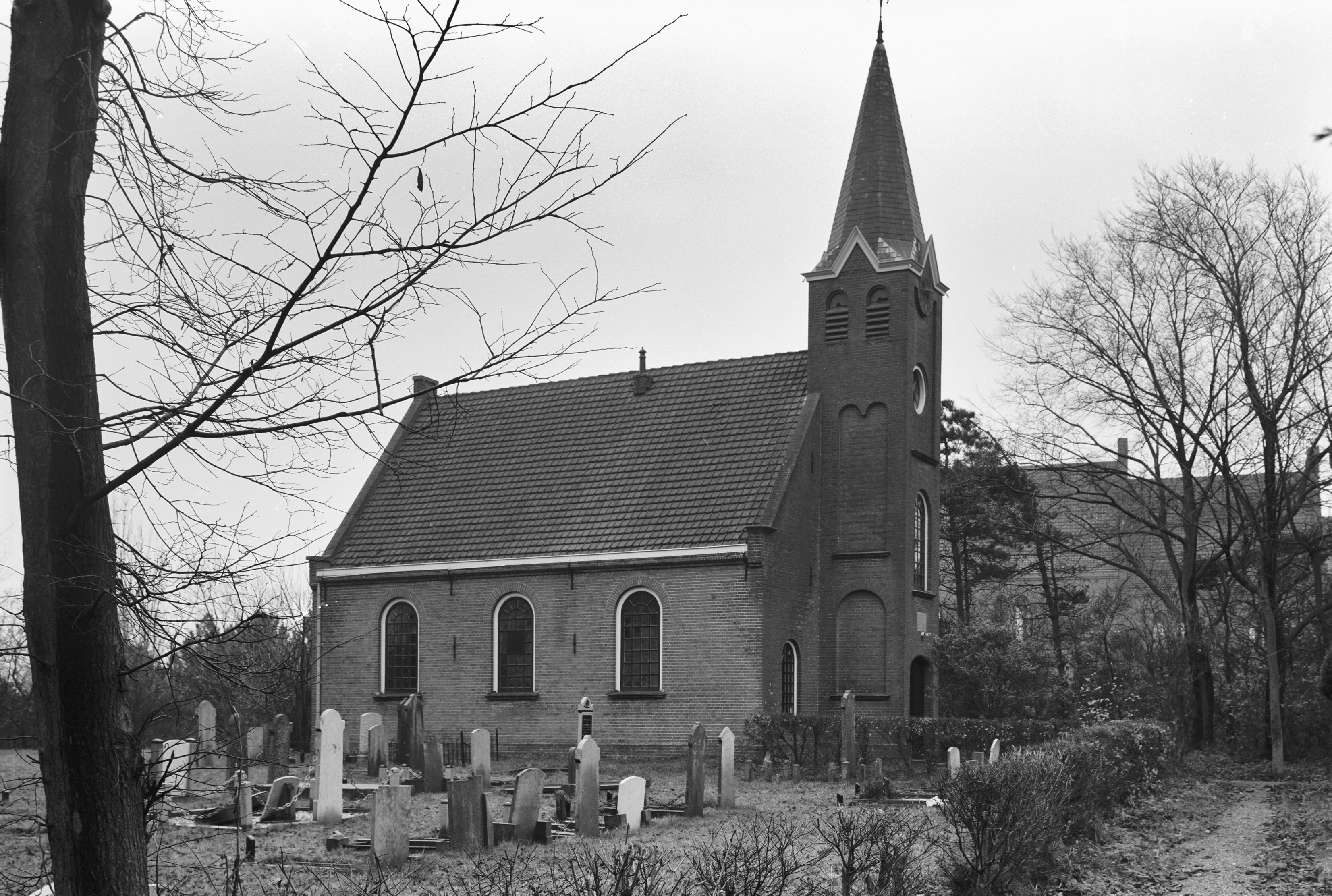
Zijzicht met kerkhof